# Madelynn Bernau
Pour les articles homonymes, voir Bernau.
Madelynn Ann Bernau est une tireuse sportive américaine née le 6 janvier 1998 à Racine, dans le Wisconsin. Elle a remporté avec Brian Burrows la médaille de bronze de l'épreuve mixte de trap aux Jeux olympiques d'été de 2020 à Tokyo.